# Wailly-Beaucamp
Wailly-Beaucamp è un comune francese di 1 011 abitanti situato nel dipartimento del Passo di Calais nella regione dell'Alta Francia.

## Società

### Evoluzione demografica
Abitanti censiti